# Batalha de Cabul (1992–1996)
A Batalha de Cabul foi uma série de batalhas intermitentes e cercos sobre a cidade de Cabul durante o período de 1992-1996.
Ao longo da Guerra Soviético-Afegã, de 1979 a 1989, e subsequente guerra civil (1989-1992), a cidade de Cabul viu poucos combates. O colapso do regime de Mohammad Najibullah em abril de 1992 levou a um tratado de paz entre os partidos políticos afegãos e ao estabelecimento do Estado Islâmico do Afeganistão. Mas logo depois, os comandantes indisciplinados das antigas fileiras mujahideen e comunistas começaram a disputar o poder, estimulados por potências estrangeiras, nomeadamente Paquistão, Arábia Saudita, Irã e Uzbequistão, que começaram a armar seus representantes afegãos para lutar pelo controle e influência.